# Seyneb Saleh
Seyneb Nesha Saleh (* 25. Dezember 1987 in Aalen, Baden-Württemberg) ist eine deutsche Schauspielerin.

## Leben
Seyneb Saleh wuchs als Tochter deutsch-irakischer Eltern in Solingen, Königswinter, Casablanca (Marokko) und Bremen auf.
Nach dem Abitur studierte sie von 2008 bis 2012 Schauspiel an der Universität der Künste Berlin und erhielt dafür ein Stipendium der Studienstiftung des deutschen Volkes.
Erste Dreherfahrungen machte Saleh bereits während ihrer Schauspielausbildung. Nach einem Kurzfilm von Joya Thome Diesmal ist es anders (2009) und einem kleinen Auftritt in Tatjana Turanskyjs Eine flexible Frau engagierte Rudolf Thome sie für eine Hauptrolle in seiner Dreiecksgeschichte Das rote Zimmer (2010). Im Jahr darauf stand sie für den Kinofilm Offroad mit Nora Tschirner und Elyas M’Barek vor der Kamera.
2011/12 spielte sie am Deutschen Theater Berlin in Massensterben der Möglichkeiten unter der Regie von Sascha Hawemann. 2012 ging sie als festes Ensemble-Mitglied ans Schauspielhaus Graz und arbeitete dort u. a. mit Yael Ronen, Susanne Lietzow, Christine Eder sowie dem Regisseur und Puppenspieler Nikolaus Habjan zusammen. 2014 war sie in den Kinofilmen Umsonst von Stephan Geene und Die Lügen der Sieger von Christoph Hochhäusler zu sehen.
2015 wechselte sie ans Volkstheater (Wien), wo sie bis 2018 als festes Ensemble-Mitglied arbeitete. Neben Regisseuren wie Dušan David Pařízek, Philipp Preuss und Stephan Kimmig arbeitete sie auch erneut mit Nikolaus Habjan zusammen. In seinen Inszenierungen trat sie nicht nur als Schauspielerin, sondern auch als Puppenspielerin auf. 2017 spielte sie am Landestheater Niederösterreich die Julia in Shakespeares Romeo und Julia in Regie von Sebastian Schug.
Zur Spielzeit 2019/20 wechselte Saleh für 2 Jahre unter der Intendanz von Sonja Anders an das Schauspiel Hannover.
Einem breiteren Publikum wurde Saleh 2018 durch den Netflix-Film Mute bekannt. In dem dystopischen Mystery-Thriller des britischen Regisseurs Duncan Jones spielte sie die weibliche Hauptrolle Naadirah neben Alexander Skarsgård. Ferner erschienen die Serien Deutschland 86 und Dogs of Berlin, in denen Saleh ebenfalls mitspielt.
Saleh lebt in Hannover.

## Filmografie

### Filme
- 2009: Diesmal ist es anders (Kurzfilm)
- 2010: Eine flexible Frau (Kinospielfilm)
- 2010: Das rote Zimmer (Kinospielfilm)
- 2012: Offroad (Kinospielfilm)
- 2014: Umsonst (Kinospielfilm)
- 2014: Die Lügen der Sieger (Kinospielfilm)
- 2017: Neda (Kurzfilm)
- 2018: Mute (Spielfilm, Netflix)
- 2019: Herzjagen (Fernsehfilm) Regie: Elisabeth Scharang
- 2020: Toubab
- 2025: Nächte vor Hochzeiten

### Serien
- 2018: Deutschland 86 (2 Folgen), Regie: Florian Cossen, Arne Feldhusen
- 2018: Dogs of Berlin (Netflix, 6 Folgen), Regie: Christian Alvart
- 2020: ÜberWeihnachten (Netflix, 3 Folgen)
- 2021: Dengler – Kreuzberg Blues
- 2021–2022: Jenseits der Spree (ZDF, 5 Folgen)
- 2022: Munich Games (Sky, 6 Folgen), Regie: Philipp Kadelbach, Drehbuch: Michal Aviram, Martin Behnke
- 2024: 30 Tage Lust (Miniserie)
- 2024: Uncivilized (ZDF, Anthologie)

## Theater (Auswahl)
- 2011: Massensterben der Möglichkeiten (Silvia) - Regie: Sascha Hawemann (Deutsches Theater Berlin)
- 2012: Goethe: Clavigo (Marie) – Regie: Alexandra Liedtke (Schauspielhaus Graz)
- 2012: Elfriede Jelinek: FaustIn and Out (Faustin) – Regie: Philip Jenkins (Schauspielhaus Graz)
- 2013: Andrzej Stasiuk: Thalerhof (Sophia) – Regie: Anna Badora (Schauspielhaus Graz)
- 2013: Dennis Kelly: Waisen (Helen) – Lina Hölscher (Schauspielhaus Graz)
- 2013: Yael Ronen und Ensemble: Niemandsland (Leyla) – Regie: Yael Ronen (Schauspielhaus Graz)
- 2014: Peter Handke: Immer noch Sturm – Regie: Michael Simon (Schauspielhaus Graz)
- 2014: Philip Löhle: Wir sind keine Barbaren (Barbara, Anna) – Regie: Christine Eder (Schauspielhaus Graz)
- 2014: Albert Camus: Das Missverständnis (Maria, Mutter) – Regie: Nikolaus Habjan (Schauspielhaus Graz)
- 2014: Wolf Haas: Verteidigung der Missionarsstellung – Regie: Susanne Lietzow (Schauspielhaus Graz)
- 2015: Susanne Felicitas Wolf (nach dem gleichnamigen Film von Asghar Farhadi): Le Passé (Lucie) – Regie: Patrick Schlösser (Schauspielhaus Graz)
- 2015: Tennessee Williams: Vieux Carré (Jane Sparks) – Regie: Sebastian Schug (Schauspielhaus Graz)
- 2015: Christine Lavant: Das Wechselbälgchen (Wrga, Zitha) – Regie: Nikolaus Habjan (Volkstheater Wien)
- 2016: Neil Simon: Brooklyn Memoiren (Nora) - Regie: Sarantos Zervoulakos (Volkstheater Wien)
- 2016: Katherine Anne Porter (Bühnenadaption: Dušan David Pařízek): Das Narrenschiff (Lizzi Spöckenkieker) Regie: Dušan David Pařízek (Volkstheater Wien)
- 2017: Barbi Marković: Superheldinnen (Mascha) - Regie: Bérénice Hebenstreit (Volkstheater Wien)
- 2017: Ödön v. Horvath: Kasimir und Karoline – Regie: Philipp Preuss (Volkstheater Wien)
- 2017: Shakespeare: Romeo und Julia (Julia) – Regie: Sebastian Schug (Landestheater Niederösterreich)
- 2017: Nach den Filmen von Krzysztof Kieślowski, in einer Bühnenbearbeitung von Stephan Kimmig und Roland Koberg: Die Zehn Gebote (Anka, Majka, Ola, Zofia) – Regie: Stephan Kimmig (Volkstheater Wien)[8][9]

## Auszeichnungen
- 2011: Ensemblepreis beim 22. Schauspielschultreffen in Hamburg für wir schlafen nicht von Kathrin Röggla
- 2014: Nominierung Nachwuchsschauspielerin des Jahres Theater heute
- 2017: Nominierung Dorothea-Neff-Preis Beste schauspielerische Nachwuchsleistung
- 2022: Deutscher Schauspielpreis Schauspieler in einer dramatischen Nebenrolle für Toubab
- 2023: Nominierung Deutscher Schauspielpreis, Kategorie Duo: mit Yousef Sweid für Munich Games
- 2025: Nominierung Deutscher Schauspielpreis, Kategorie Episodische Rolle für Uncivilized - Nine Eleven[10]